# Nipponaphis machilicola
Nipponaphis machilicola är en insektsart. Nipponaphis machilicola ingår i släktet Nipponaphis och familjen långrörsbladlöss. Inga underarter finns listade i Catalogue of Life.